# Rorippa hayanica
Rorippa hayanica är en korsblommig växtart som beskrevs av René Charles Maire. Rorippa hayanica ingår i släktet fränen, och familjen korsblommiga växter. IUCN kategoriserar arten globalt som sårbar. Inga underarter finns listade i Catalogue of Life.